# 日産・VKエンジン
日産・VKエンジンとは、日産自動車のV型8気筒ガソリンエンジンの系列である。
VHエンジンの後継として、2001年（平成13年）にF50型シーマのフルモデルチェンジに合わせ、日産初のV型8気筒直接噴射（筒内噴射）式エンジンであるVK45DDが登場した。
2003年（平成15年）8月には、シーマのマイナーチェンジで燃料供給方式をポート噴射式としたVK45DEが搭載され、VK45DDは廃止された。同年10月、PGF50型プレジデントにVK45DEを搭載。2005年（平成17年）8月、Y50型フーガに333 PS仕様のVK45DEを搭載。自主規制撤廃後、日産のエンジンでは初めて280PSを越えた。
また、VK45DEをスケールアップしたVK56DEは日本国外で販売されているSUVやピックアップトラックに搭載されている。
モータースポーツでは、VK45DEが世界耐久選手権、ル・マン24時間レースのLMP2クラスで多くのプライベーターチームに使用された。

## バリエーション

### VK45DD
- 種類：V型8気筒 DOHC 32バルブ CVTC（NEO-Di）
- 排気量：4,494cc
- 内径×行程：93.0mm×82.7mm
- 圧縮比：11.0
- 最高出力、最大トルク
  - 206kW（280 PS）/6,000rpm、451Nm （46.0kg-m）/3,600 rpm （シーマ2WD車）
  - 206kW（280 PS）/6,000rpm、402Nm （41.0kg-m）/3,600 rpm （シーマ4WD車）

#### 搭載車種
- 日産・シーマ（F50型）

「VK45DD」は、シリンダーブロックこそ旧型の4.1リットルV型8気筒ユニット（VH41DE）の発展形であるが、事実上まったくの新設計である。直噴システムは同社の2.0リットル直噴ユニットQR20DDと同じタイプを用いており、また、シリンダーヘッドの構造や給排気ポートの形状などをV6のVQシリーズとモジュール化して、開発や生産のコストを引き下げている。従来品より40%も軽いというチタン合金製給排気バルブや、軽量タイプのピストンなど、運動系の部品の軽量化を徹底したことと、摺動部のクリアランスを縮小したことで、高い静粛性と燃費の向上が図られたという。とくに静粛性については、旧型の4.1リットルV型8気筒に比較し50-70%も向上している。

### VK45DE

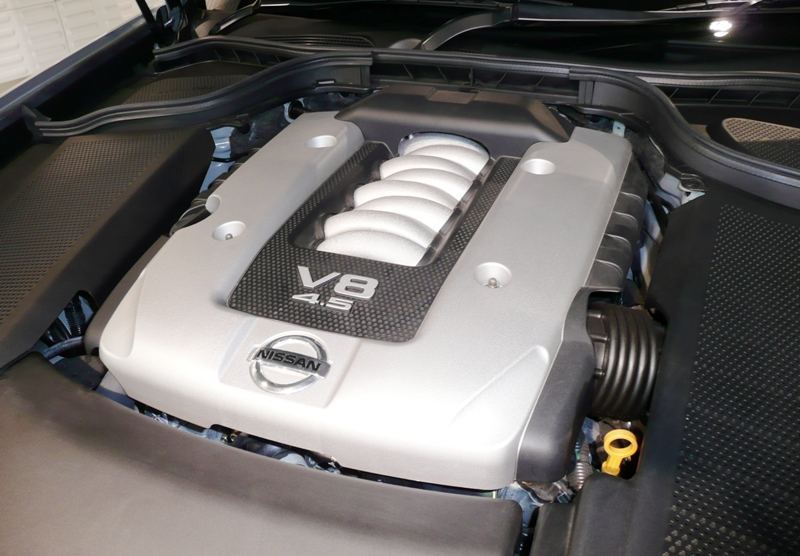
VK45DE（フーガ450GT）

- 種類：V型8気筒 DOHC 32バルブ CVTC
- 排気量：4,494cc
- 内径×行程：93.0mm×82.7 mm
- 圧縮比：11.0
- 最高出力、最大トルク
  - 206kW（280PS）/6,000rpm、451Nm （46.0kg-m）/3,600rpm （プレジデント、シーマ2WD車）
  - 206kW（280PS）/6,000rpm、402Nm （41.0kg-m）/3,600rpm （シーマ4WD車）
  - 245kW（333PS）/6,400rpm、451Nm （46.0kg-m）/4,000rpm （フーガ）
  - 235kW（320PS）/6,000rpm、454Nm （46.4kg-m）/4,000rpm （FX45）
  - 254kW（340PS）/6,400rpm、451Nm （46.0kg-m）/4,000rpm （2003年 - 2005年　M45）

#### 搭載車種
- 日産・プレジデント（PGF50型）
- 日産・シーマ/インフィニティ・Q45（F50型）
- 日産・フーガ/インフィニティ・M45（Y50型）
- インフィニティ・FX45
- インフィニティ・M45（2003年 - 2005年）
- インフィニティ・M45（2005年 - 2010年 ）
- 日産・フェアレディZ 〈SUPER GT・GT500仕様〉（2007年）
- 日産・GT-R 〈SUPER GT・GT500仕様〉（2008年 - 2009年）ボア・ストロークは88.0mm×92.4mmに変更

モータースポーツでの使用例が目立つのが本型式の特徴で、2007年から2009年にかけて2008年にボア・ストローク量を見直した上でSUPER GTで使用されたほか、2011年からはル・マン24時間レースのLMP2クラス向けにニスモ・ザイテック経由でエンジン単体の供給を行う。そして2011年ル・マン24時間レースのLMP2クラスでデビューイヤーながら1-2位を獲得、その後も多くのプライベーターチームに使用された。またマザーシャシーのエンジンもこれと見られている。

### VK50VE

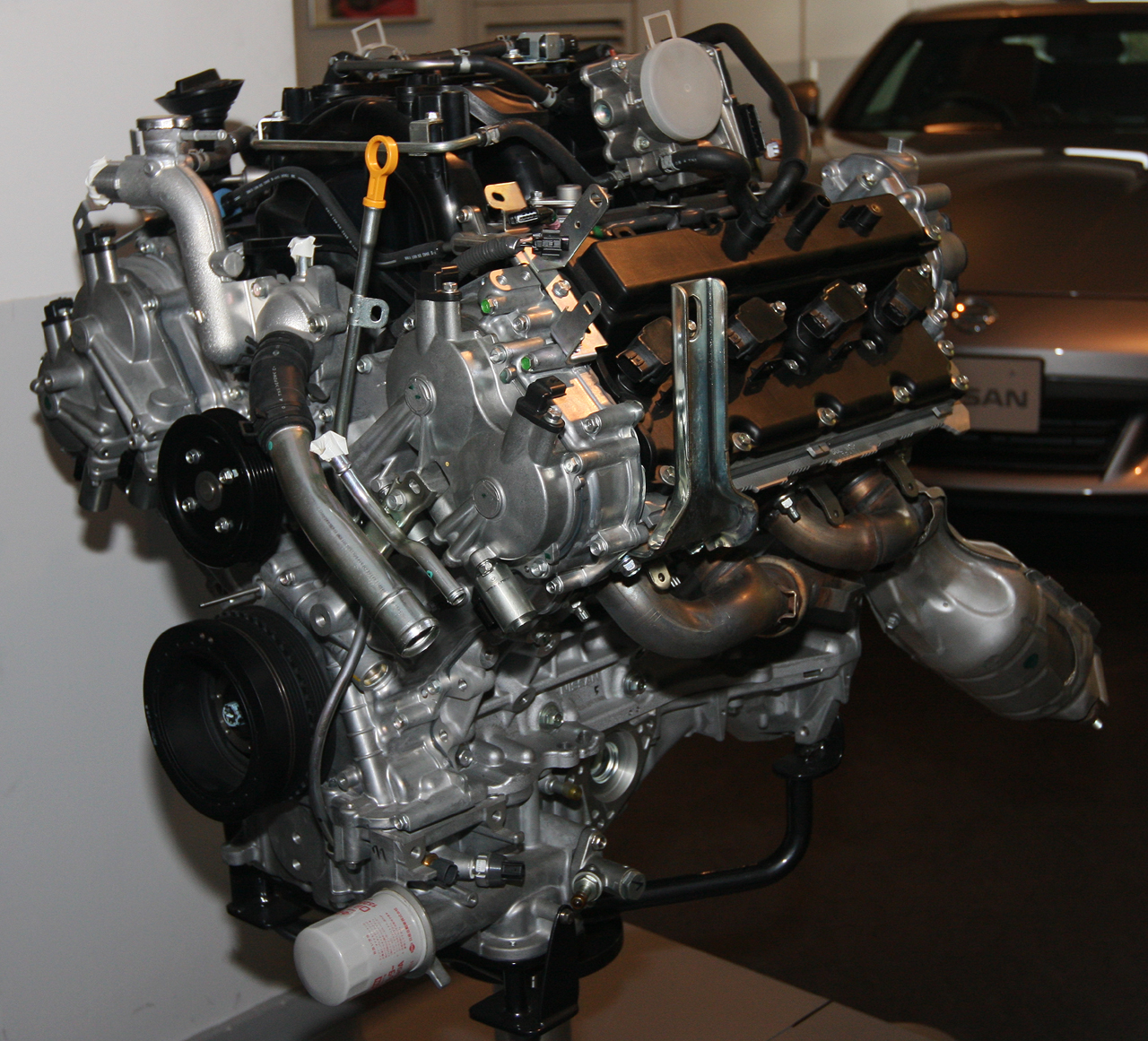
VK50VE

- 種類：V型8気筒 DOHC 32バルブ VVEL
- 排気量：5,026 cc
- 内径×行程：95.5mm×87.7mm
- 圧縮比：10.9
- 最高出力、最大トルク
- 287kW（390PS）/6,500rpm、500Nm（51.0kg-m）/4,400rpm

#### 搭載車種
- インフィニティ・FX（2008年-）

2015年から2019年まで、ヨーロピアン・ル・マン・シリーズなどに新設されたLMP3クラスにおいて、本エンジンがワンメイクエンジンとして採用されている。LMP3用エンジンは出力が約420PSで、メンテナンスはオレカが担当する。

### VK56DE

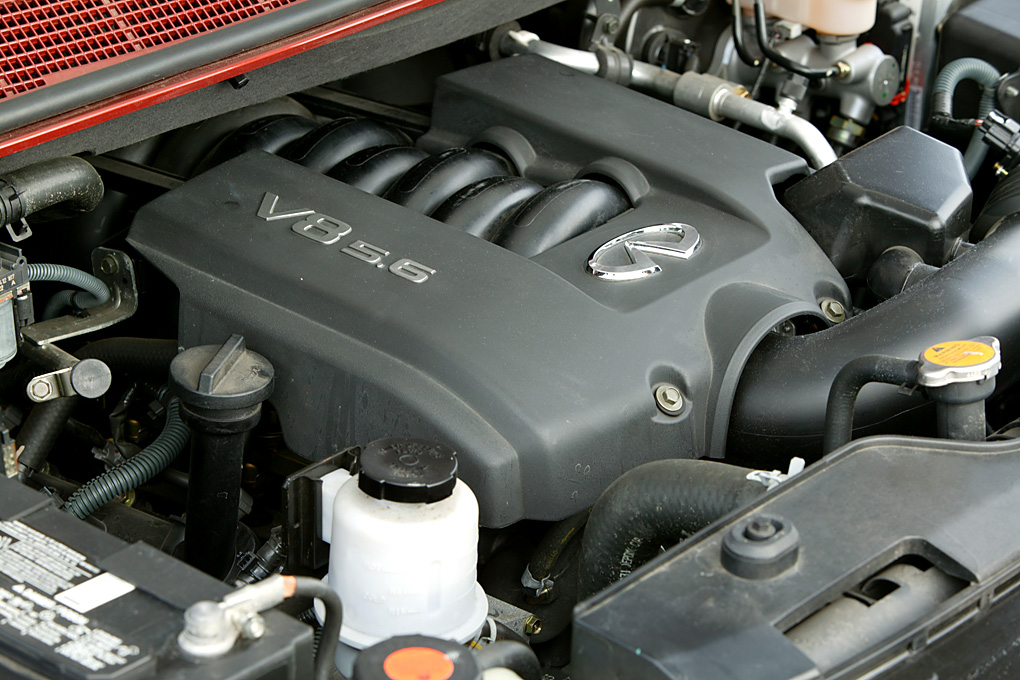
VK56DE（インフィニティ・QX56）

- 種類：V型8気筒 DOHC 32バルブ CVTC
- 排気量：5,552cc
- 内径×行程：98.0mm×92.0mm
- 圧縮比：9.8
- 最高出力、最大トルク
  - 235kW（320PS）/5,200rpm、522Nm（54.3kg-m）/3,400rpm（インフィニティ・QX）
  - 227kW（305PS）/4,900rpm、514Nm（52.4kg-m）/3,600rpm（アルマーダ）

#### 搭載車種
- インフィニティ・QX（JA60型）
- 日産・アルマーダ（TA60型）
- 日産・タイタン（A60型）
- 日産・パスファインダー（R51型）
- 日産・GT-R（R35型，FIA GT1世界選手権）
- 日産・アルティマ (L33型, V8スーパーカー選手権)

2020年より、従来のVK50VEに代わり本エンジンが、LMP3ワンメイクエンジンとして採用されている。